# Basenji
Basenji er en urgammel afrikansk hunderace som FCI har placeret blandt de primitive spidshunde i gruppe 5 (sektion 6). Hunderacen går også under en række andre navn, som f.eks. kongohund, Congo terrier, khufuhund, nyam-nyam, zandehund, ango-angari og snakkehund. Det sidstnævnte navn har den fået på grund af sin «snakkesalige» natur, men den er også kendt som hunden som ikke kan gø.
- Basenji
- Sort og tan Basenji
- Basenji viser karakteristiske store, fremadpegende ører.
- 2 Basenji i naturen

| Dyr | Spire Denne artikel om dyr er en spire som bør udbygges. Du er velkommen til at hjælpe Wikipedia ved at udvide den. |